# 日布勒
日布勒（法語：Gibles，法語發音：[ʒibl]）是法国索恩-卢瓦尔省的一个市镇，属于沙罗勒区。

## 地理
日布勒（46°19'28"N, 4°22'44"E）面积19.66 平方千米，位于法国勃艮第-弗朗什-孔泰大區索恩-卢瓦尔省，该省份为法国中部省份，北起顺时针与科多尔省、汝拉省、安省、罗讷省、卢瓦尔省、阿列省和涅夫勒省接壤。
与日布勒接壤的市镇（或旧市镇、城区）包括：奥佐勒、艾格佩斯、布瓦圣玛丽、沙特奈、布里奥奈地区科隆比耶、屈尔比尼、马图尔、蒙默拉尔、瓦雷讷苏丹。

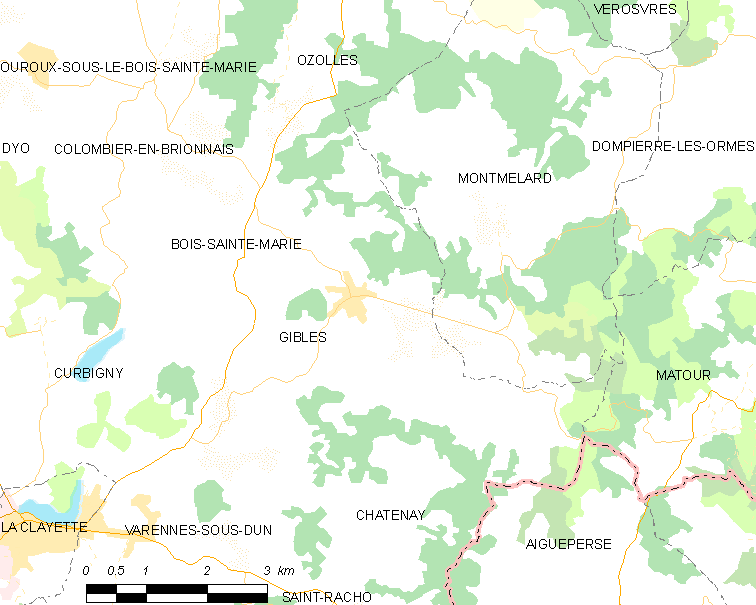
日布勒的OSM定位图

日布勒的时区为UTC+01:00、UTC+02:00（夏令时）。

## 行政
日布勒的邮政编码为71800，INSEE市镇编码为71218。

## 政治
日布勒所属的省级选区为绍法耶县。

## 人口

1962-2008年间日布勒人口变化图示

日布勒于2022年1月1日时的人口数量为569人。